# I viaggi del cuore
I viaggi del cuore è un programma televisivo italiano di approfondimento culturale e religioso, in onda sulle reti Mediaset con la conduzione di Davide Banzato. Il programma dal 2016 al 2022 è andato in onda su Rete 4, mentre dal 2022 è stato spostato su Canale 5 ed è da sempre in onda con il patrocinio della Santa Sede.

## Il programma e le edizioni

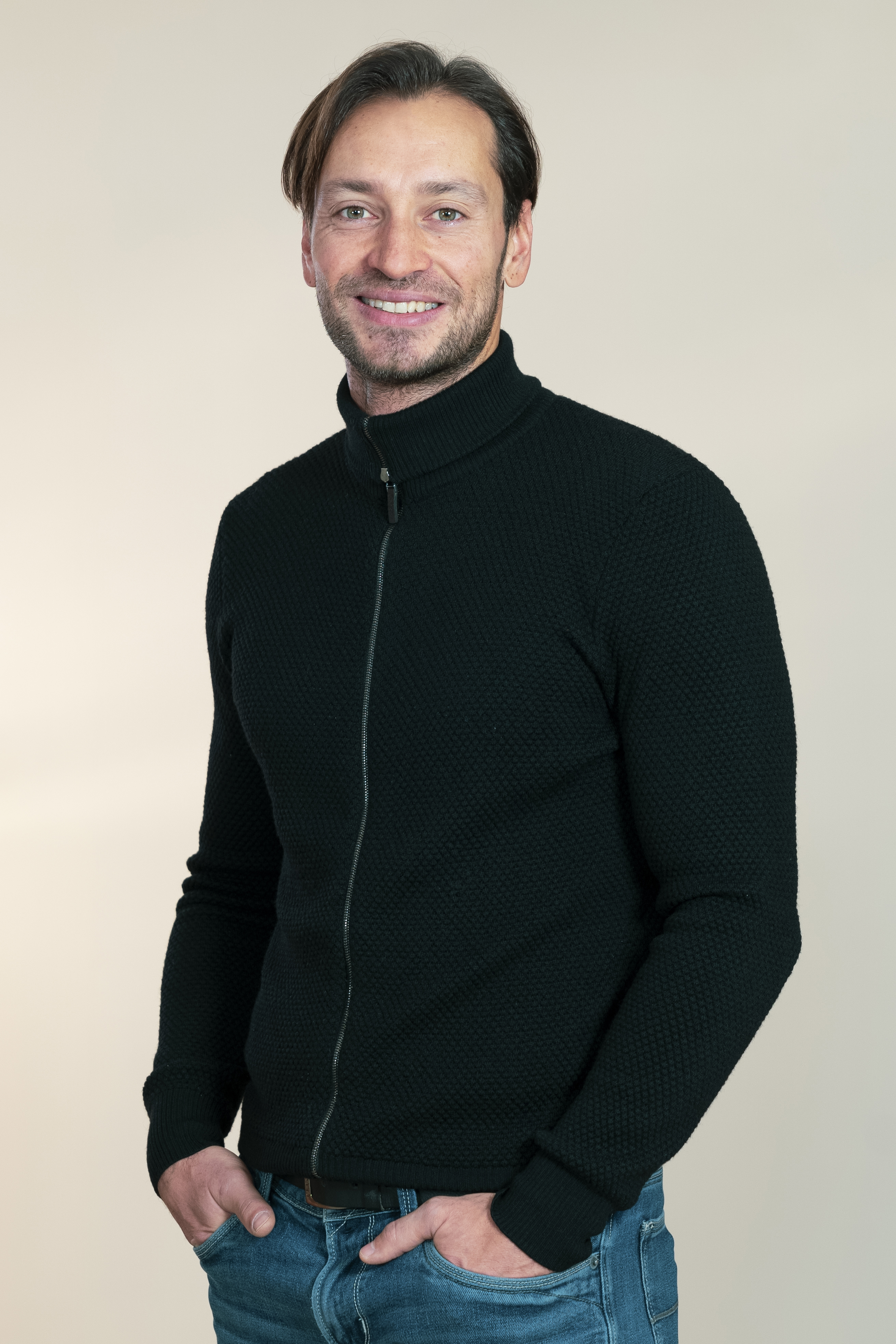
Davide Banzato, conduttore del programma.

I viaggi del cuore va in onda in Italia su Canale 5 e all'estero su Mediaset Italia.

### Prima edizione (primavera-estate 2016)
La prima edizione è andata in onda dalle ore 9:20 in un primo spazio e alle 10:50 in un secondo spazio dopo la Santa Messa. Ha avuto come conduttore don Davide Banzato accompagnato dai ragazzi della Comunità Nuovi Orizzonti e dal giornalista e scrittore Saverio Gaeta in qualità di esperto. Il programma nella prima edizione durante l'Anno giubilare ha avuto il logo ufficiale del Giubileo straordinario della misericordia concesso dal Pontificio consiglio per la promozione della nuova evangelizzazione: in ogni puntata compare alla fine del blocco una frase di Papa Francesco. Ha partecipato come ospite anche S.E.Mons Rino Fisichella insieme a diversi esperti e giornalisti. Nella prima edizione risultano autori Guido Clericetti, Elio Angelo Bonsignore, don Davide Banzato, Antonio Sellitto.

### Seconda edizione (autunno-inverno 2016)
La seconda edizione del programma dal 9 ottobre al 25 dicembre 2016 conferma come conduttore don Davide Banzato, si apre ad un respiro internazionale e si rinnova con la presenza fissa di Chiara Amirante, di diversi gruppi di giovani in base ai luoghi visitati. Centrale è l'approccio culturale nel racconto dei territori. Hanno partecipato religiosi noti come padre Maurizio Botta, padre Enzo Fortunato (frate minore conventuale e Direttore della sala stampa del Sacro Convento di Assisi), don Luigi Maria Epicoco e il tenore Frate Alessandro. Inoltre hanno partecipato personaggi noti come Andrea Bocelli, Nek, Raf, Ennio Doris, Matteo Marzotto. Nella seconda edizione risultano autori Guido Clericetti, Elio Angelo Bonsignore, don Davide Banzato, Antonio Sellitto.

### Terza edizione (primavera-estate 2017)
La terza edizione del programma dal 7 maggio al 27 agosto 2017 conferma come conduttore don Davide Banzato. Il sacerdote è anche autore insieme ad Antonio Sellitto. La terza edizione conferma lo spazio fisso di Chiara Amirante e dei ragazzi di Nuovi Orizzonti e di altre realtà per un dialogo con il mondo giovanile e si impreziosisce di scrittori e giornalisti della San Paolo Edizioni. In particolare hanno partecipato al programma Rita dalla Chiesa, don Marco Pozza, don Fabio Rosini, i giornalisti Saverio Gaeta e Anna Chiara Valle e il direttore di Famiglia Cristiana don Antonio Rizzolo.

### Quarta edizione (autunno-inverno 2017-2018)
La quarta edizione del programma dal 10 settembre 2017 conferma come conduttore don Davide Banzato. Il sacerdote è anche autore insieme ad Antonio Sellitto e al produttore Elio Angelo Bonsignore. La quarta edizione conferma lo spazio fisso di Chiara Amirante e di scrittori e giornalisti della San Paolo Edizioni. Quest'edizione è caratterizzata dalla scoperta di antichi cammini di spiritualità in particolare valorizzando il progetto I percorsi dell'anima della Regione Campania, gli itinerari e luoghi dello spirito calabresi Le strade sacre della Regione Calabria con il progetto South Culture e il sito Archeologico Nazionale Scolacium, gli antichi cammini francescani e benedettini nella Regione Lazio, i cammini legati alla Misericordia con San Giovanni Paolo II, Madre Speranza, Santa Faustina Kowalska, i cammini spirituali nella Regione Puglia.

### Quinta edizione (primavera-estate 2018)
La quinta edizione del programma dal 6 maggio 2018 conferma come conduttore don Davide Banzato con la partecipazione fissa di Chiara Amirante fondatrice della Comunità Nuovi Orizzonti, di don Antonio Rizzolo direttore di Famiglia Cristiana e di scrittori e giornalisti della San Paolo Edizioni. Quest'edizione, come nella prima durante l'Anno giubilare, ha il patrocinio del Pontificio consiglio per la promozione della nuova evangelizzazione presieduto da S.E.Mons Rino Fisichella. Le prime puntate illustrano Nicosia, Alessandria, Siracusa con santuario della Madonna delle Lacrime, Orvieto e Bolsena con il miracolo eucaristico, Narni con i recenti scavi archeologici. Nella quinta edizione risultano autori il produttore Elio Angelo Bonsignore, il conduttore don Davide Banzato, l'autore Antonio Sellitto.

### Sesta edizione (autunno-inverno 2018)
La sesta edizione del programma dal 14 ottobre 2018 cambia orario iniziando alle 11:00 ogni domenica sulla nuova Rete 4 e confermandosi su Mediaset Italia a livello internazionale. Le nuove puntate confermano don Davide Banzato come conduttore, la presenza di don Antonio Rizzolo direttore di Famiglia Cristiana e di scrittori e giornalisti della San Paolo Edizioni. Il programma si rinnova con uno spazio d'attualità e di approfondimento affidato a Chiara Amirante - in qualità di esperta tra le prime donne al mondo ad aver partecipato ad un sinodo - dedicato ai temi del Sinodo dei vescovi che Papa Francesco ha voluto per i giovani, la fede e il discernimento vocazionale.

### Settima edizione (primavera-estate 2019)
La settima edizione del programma è iniziata dal 5 maggio 2019 andando in onda alle ore 9:00 (ad eccezione del 26 maggio in cui è andata in onda alle ore 11:00). Ogni domenica mattina sulla nuova Rete 4 il format si è confermato su Rete 4 e Mediaset Italia a livello internazionale con la conduzione di don Davide Banzato. Anche in questa edizione prosegue lo spazio d'attualità e di approfondimento affidato a Chiara Amirante con la novità di un nuovo percorso di spiritoterapia chiamato spiritherapy che avrà una sua rubrica dedicata. Confermati anche don Antonio Rizzolo direttore di Famiglia Cristiana, gli scrittori e i giornalisti della San Paolo Edizioni. Una nuova presenza è quella del presidente dell’Impresa sociale Con i bambini Carlo Borgomeo che approfondisce uno spazio dedicato alla povertà educativa in Italia. Altre novità di questa stagione sono il cambio della regia con Luca De Pierro e l'aver scelto di iniziare nel mese di maggio dedicato alla Madonna per avere sempre la presenza di Maria in ogni puntata visitando santuari italiani ed internazionali: Sciacca in Sicilia con la Madonna del Soccorso, Lourdes in occasione del 61° Pellegrinaggio Militare Internazionale con 15.000 militari di 43 Paesi del Mondo e 3.000 militari italiani guidati dall'Arcivescovo Ordinario Militare per l’Italia monsignor Santo Marcianò. Altri luoghi centrali sono Castelpetroso nel Molise e il Santuario di Nostra Signora di Gonare in Sardegna, Enna con la Settimana Santa e Catania con la figura di Santa Agata. Una puntata speciale è stata dedicata alla figura di Chiara Lubich fondatrice del Movimento dei Focolari ambientata principalmente in Trentino. Gli ospiti di questa edizione sono la cantante Arisa presente nella puntata di Lourdes e nelle altre puntate Luigi Maria Epicoco, Dario Cirrincione, Salvo Noè, fra Federico Russo, Gigi De Palo, Paolo Rodari, Fabio Marchese Ragona, Franco Vaccari, Mons. Dario Vitali, Laura Invernizzi. In una puntata speciale dedicata a Chiara Lubich visitando Trento e i cammini dal Trentino-Alto Adige al Veneto è stato dedicato uno spazio alla festa dei 25 anni di fondazione dell'Associazione internazionale Nuovi Orizzonti avendo gli interventi in trasmissione di Chiara Amirante, Filippo Neviani, Raffaele Riefoli, Andrea Griminelli e un video messaggio di Papa Francesco rivolto ai membri della comunità per l'occasione.

### Ottava edizione (autunno-inverno 2019)
L'ottava edizione del programma in onda dal 3 novembre 2019 torna alle ore 9:10 la domenica su Rete 4 con la conduzione di don Davide Banzato e gli interventi fissi di Chiara Amirante per il percorso di spiritherapy, l'editoriale di don Antonio Rizzolo direttore di Famiglia Cristiana e lo spazio riservato agli scrittori per consigli per la lettura. Questa edizione tutta italiana si concentra in Veneto e Campania approfondendo le figure di sant'Antonio di Padova, san Luca Evangelista, san Leopoldo Mandic, san Gennaro, sant'Alfonso Maria De Liguori, san Giuseppe Moscati, san Tommaso D'Aquino; una puntata è stata dedicata alla festa di tutti i santi ed una speciale alla figura della Madonna in occasione della festa dell'Immacolata. In questa edizione è stata realizzata una puntata speciale dedicata alla figura di Papa Francesco in collaborazione con il Vaticano raccontando la vita del Papa sia prima dell'elezione al soglio pontificio sia nella sua quotidianità con le figure che gli sono vicine nella mensa, nel servizio ai poveri, nella comunicazione, nella sicurezza e in vari aspetti. Sono intervenuti anche il prefetto del dicastero della comunicazione della Santa Sede Paolo Ruffini, il direttore editoriale della Santa Sede Andrea Tornielli, il teologo don Luigi Maria Epicoco, la giornalista Stefania Falasca e alcuni testimonial come Andrea Bocelli, Nek, Matteo Marzotto, Alfonso Signorini.

### Nona edizione (primavera-inverno 2020)
Il programma è andato in onda dal 22 marzo 2020 fino a fine giugno con delle repliche a causa della pandemia del coronavirus. La nuova edizione di sedici puntate è iniziata il 13 settembre 2020 confermando don Davide Banzato alla conduzione, la presenza fissa di don Antonio Rizzolo per i temi di attualità e lo spazio dedicato alla Spiritherapy di Chiara Amirante che risponde a domande specifiche relative a temi emersi a causa della pandemia, come la paura, l'ansia, gli attacchi di panico. Novità di questa edizione è la presenza fissa di Missioni don Bosco (onlus della Società salesiana di San Giovanni Bosco con l'esperienza di [missionari] presenti in varie parti del Mondo raccontando l'attuale situazione di alcuni Paesi dell'Africa, Asia, Sud America. Nel programma è presente anche Fiona May insieme a tanti scrittori, giornalisti ed esperti come Suor Alessandra Smerilli, il gesuita Padre Francesco Occhetta, il francescano Padre Paolo Benanti. I viaggi delle prime otto puntate in Italia sono a Loreto, nelle catacombe romane, a La Verna, in vari santuari dell'Umbria, in Irpinia, a Valdocco Torino e a Genova. Il set del programma ospita il progetto sociale Ciak si gira che prevede per quattro anni un approccio innovativo alla prevenzione e al contrasto dell’abbandono scolastico, di devianza e al bullismo, con una formazione esperienziale al media televisivo e cinematografico. Lo scopo del progetto è trasferire competenze, rendendo protagonisti i giovani. Alla fine del progetto dovranno realizzare un format TV che firmeranno e andrà in onda in una rete nazionale. Il progetto è finanziato dall'Impresa sociale Con i bambini (ente per i fondi del Ministero dell'istruzione, dell'università e della ricerca) e dalla Fondazione Angelo Affinita, con un ampio partenariato (Nuovi Orizzonti, La Fake, Me Production, Ali Blu, Moige).

### Decima edizione (primavera-estate 2021)
La decima edizione in onda da domenica 16 maggio 2021 contempla un ciclo di otto puntate inedite in Friuli-Venezia Giulia, Veneto, Trentino-Alto Adige, Valle d'Aosta, Lombardia, Puglia e Lazio, con una puntata interamente dedicata alla Madonna nel mese di maggio parlando dell'iniziativa di Papa Francesco della maratona di preghiera per la fine della pandemia e per la ripresa economica e sociale nel Mondo, altre legate alle figure di padre Pio, san Francesco e vari santi francescani, san Giovanni Bosco e figure di santi minori conoscendo luoghi ricchi di arte, storia e cultura, come Trieste, Cortona, Arezzo, Barletta, Milano, Brescia, Aosta, Padova. Il programma contempla testimonianze e storie di vita, esperti giornalisti e scrittori di Famiglia Cristiana insieme al direttore don Antonio Rizzolo e i missionari salesiani di Missioni Don Bosco avendo il presidente e il Rettor maggiore della Congregazione salesiana Ángel Fernández Artime tra gli ospiti, insieme a don Luigi Maria Epicoco, Massimo Orlandi, Giuseppe Florio, don Lorenzo Blasetti, Toni Mira, padre Paolo Benanti, don Riccardo Mensuali, Giuseppe Florio e Fabio Selini.

### Undicesima edizione (autunno-inverno 2021)
La nuova edizione si arricchisce della presenza del progetto sociale Ciak si gira, un progetto selezionato da Con i Bambini nell'ambito del Fondo per il contrasto della povertà educativa minorile, che in ogni puntata segue un gruppo di adolescenti delle scuole superiori di Frosinone che lasciano le loro case per mettersi in gioco viaggiando e vivendo un'esperienza di confronto nella convivenza con chi cerca di uscire dalle dipendenze nella comunità di Nuovi Orizzonti a Montevarchi. Si tratta di ragazzi tra i 13 e i 18 anni che si privano dei propri cellulari, delle proprie comodità, mettendosi a lavorare fianco a fianco con chi vive un percorso pedagogico riabilitativo, a contatto con la natura, l'apicultura e il dialogo autentico in uno spaccato di società variegato, tra persone in misura detentiva ed altri provenienti da problematiche legate alla ludopatia, alla tossicodipendenza e alle nuove forme di disagio sociale. Al termine di ogni puntata ci sarà lo spazio I viaggi nel vero pensato, scritto e ideato dai giovani stessi che hanno vissuto due anni di laboratorio audiovisivo e cinematografico presso la Cittadella Cielo di Frosinone con professionisti della televisione e del cinema. Il progetto Ciak si gira coinvolge molti enti come L'Impresa sociale con i bambini, la Fondazione Angelo Affinita, Nuovi Orizzonti, La Fake, Me Production e il Moige. Ogni puntata prevede un viaggio in Italia o all'estero. Prima tappa è Bergamo come città simbolo della ripartenza e diversi luoghi della spiritualità laziale, in particolare tra Anagni e Roma dando rilievo alla figura di Santa Francesca Romana, compatrona di Roma con i santi Pietro. A Milano i cammini storici della città danno una nuova prospettiva della spiritualità ambrosiano. In Slovenia si viaggia in diversi santuari mariani e a Malta si ripercorre la storia di san Paolo. In Svizzera il protagonista è san Nicolao, patrono della nazione e anche delle Guardie svizzere, protagoniste anch'esse ripercorrendone la storia in una galleria scavata nella roccia, fortezza militare della Seconda guerra mondiale, rimasta segreta fino al 2005. Ai giornalisti di Famiglia Cristiana è affidata l’attualità. Diversi scrittori curano gli approfondimenti culturali, come Ezio Aceti, Maria Martello, Padre Gaetano Piccolo, Emma Ciccarelli e Piermarco Tulli, Cristiano Marcucci, padre Enzo Fortunato, Alessandro Di Medio. Missioni don Bosco ha uno spazio per raccontare le missioni salesiane in diversi Paesi del Mondo.

### Dodicesima edizione (primavera 2022)
I viaggi del cuore sono andati in onda su Rete 4 dall'8 maggio 2022 con la confermata presenza del conduttore e dei salesiani di Missioni don Bosco partendo con una puntata da San Giovanni Rotondo, approfondendo la figura di padre Pio da Pietrelcina con chi l'ha conosciuto in vita; una seconda puntata a Pisa e a Volterra, una terza in Valle d'Aosta - partendo da Aosta e scoprendo le meraviglie della regione - concludendo in Italia una puntata dedicata ai santuari mariani avendo come fulcro la Basilica papale di Santa Maria Maggiore a Roma, viaggiando anche a Nettuno per scoprire il Santuario Madonna delle Grazie e raggiungendo anche il Pontificio Santuario di Castel Sant'Elia della Madonna SS. ad Rupes in provincia di Viterbo, con la presenza del Cardinale Angelo Comastri e don Luigi Maria Epicoco assistente ecclesiastico del Dicastero per la comunicazione. In questa edizione si sono aggiunti alla squadra come regista Fabrizio Lopresti, come autore Maria Amata Caló e come direttore della fotografia Claudio Falanga.

### Tredicesima edizione (estate 2022)
Dal 5 giugno 2022 inizia un'edizione speciale tutta all'estero per la prima volta su Canale 5 condotta sempre da Davide Banzato e la presenza in ogni puntata di giornalisti, scrittori e di Chiara Amirante. Le prime due puntate in Israele e Palestina nei luoghi della Terra santa seguendo la storia di Gesù di Nazareth e i vangeli. La prima puntata è partita da Nazareth entrando nella casa in cui Maria di Nazareth ha ricevuto l'evento dell'annunciazione; sempre a Nazareth solo le telecamere de I viaggi del cuore hanno potuto portare in modo esclusivo  i telespettatori dentro la grotta della casa in cui Gesù è cresciuto insieme a Maria e Giuseppe. Poi il viaggio è proseguito a Betlemme - dov'è nato – e si ripercorreranno le tappe salienti della vita pubblica di Gesù a partire dal fiume Giordano, dove ha ricevuto il battesimo da Giovanni il Battista, ai villaggi intorno al lago di Tiberiade, dove ha chiamato i primi discepoli a seguirlo, dove ha predicato e vissuto presso la casa di Pietro a Cafarnao, visitando siti archeologici unici a Cafarnao e a Magdala. Andremo nel centro del mare di Galilea dove sono avvenuti diversi episodi evangelici e sul luogo del primato di Pietro. Il percorso è terminato sul monte delle Beatitudini dove Gesù ha proclamato il discorso della montagna. Il secondo viaggio – sempre realizzato in collaborazione con il Ministero del Turismo in Israele – è partito dal Monastero greco ortodosso di Koziba, incastonato all’interno di un'oasi in una gola del deserto sulla roccia – sulla via che da Gerico porta a Gerusalemme. Si ripercorrerà lo stesso cammino descritto nel Vangelo di Giovanni dal capitolo 12, quando Gesù decide di andare a Gerusalemme, arrivando alla Porta d’oro, dov'è entrato acclamato dalla folla il giorno delle palme, visitando in modo esclusivo il Cenacolo dove ha vissuto l’ultima cena, la lavanda dei piedi, è apparso ai discepoli da Risorto. Si visiterà la spianata delle moschee e il muro del pianto, ovvero l'antico muro occidentale del Tempio della città santa, il cuore della città e di ogni ebreo. Sua Beatitudine il vescovo Pierbattista Pizzaballa, Patriarca della Chiesa Cattolica latina, già patriarca, spiegherà le relazioni tra le diverse confessioni cristiane e il dialogo interreligioso che convive a Gerusalemme. Si andrà al Monte degli Ulivi, al Getsemani, e poi nella città vecchia si ripercorrerà l’intera Via Dolorosa, la Via Crucis, partendo dal luogo in cui Gesù è stato condannato da Ponzio Pilato nella Fortezza Antonia, fino al Golgota, dove è stato crocifisso, dove è morto, è stato deposto nel Santo Sepolcro ed è – secondo i Vangeli – resuscitato. Tanti spunti culturali come la visita al Terra Sancta Museum.
Un'altra puntata internazionale sarà a Lourdes, il santuario più visitato al mondo dopo la Basilica di San Pietro in Vaticano e quella di Nostra Signora di Guadalupe. Partendo dalla casa dove Bernardette ha vissuto dieci anni di infanzia stupendi, visiteremo poi le abitazioni degradate dove si trovò a vivere per vari problemi legati alla storia della sua famiglia e proprio in quel momento la Vergine le apparve e rivivremo la storia e i luoghi legati alle apparizioni di Lourdes con due straordinarie testimonianze, una delle quali già attestata tra i miracoli riconosciuti secondo i criteri scientifici che il Bureau des Constatations Mèdicales di Lourdes, nato nel 1883 con l'obiettivo di selezionare e analizzare scientificamente tutti i casi e le segnalazioni di guarigione che arrivano, segue con cura e attenzioni diretto dal Dottor Alessandro De Franciscis. In questo viaggio l'attualità sarà presente in modo speciale con i militari italiani guidati da Monsignor Santo Marcianò - Ordinario Militare per l'Italia – per la 62ª edizione del Pellegrinaggio Militare internazionale dedicato al tema della Pace. In Spagna a Saragozza visiteremo una delle città più antiche e ripercorreremo la storia di san Giacomo Apostolo che proprio a Saragozza ebbe un'apparizione della Madonna e dove potremo visitare il Santuario di Nostra Signora di Pilar e altre meraviglie di una città unica al Mondo con i musei, le fortezze e l’arte mudéjar, uno stile unico al mondo, nato dalla fusione di due tradizioni artistiche di epoca medievale: la cultura ispano-moresca e quella cristiana occidentale.
Ultima tappa internazionale sarà la Giordania partendo dal Mar Morto, visitando poi una delle 7 meraviglie del Mondo, la città di Petra; il deserto del Wadi Rum, il Monte Nebo, Madaba, Betania - che dal 1996 alcune sorprendenti scoperte archeologiche fra il Giordano e Tel al-Kharrar hanno identificato quest'area con Betania al di là del Giordano o Betania oltre il Giordano, dove Giovanni viveva quando battezzò Gesù (Giovanni 1:28) - Gerasa, chiamata la Pompei d'Oriente; Anjara, ai confini con la Siria, presso il santuario dedicato a Nostra Signora della Montagna, uno dei cinque luoghi di pellegrinaggio per il Giubileo dell’anno 2000 designati dalle Chiese Cattoliche del Medio Oriente e dove il 6 maggio del 2010 la Madonna – secondo alcuni testimoni e la Chiesa locale - avrebbe pianto sangue.
Anche per questa edizione estera la squadra è stata integrata con Matteo Ricca e Fabrizio Lopresti alla regia; autori Davide Banzato, Maria Amata Caló, Martina Polimeni; direttore della fotografia Claudio Falanga.

### Quattordicesima edizione (inverno 2023)
La nuova edizione su Canale 5 è iniziata l’8 gennaio 2023, in onda anche nel canale internazionale di Mediaset. Le puntate sono ambientate all'estero e in Italia con un nuovo taglio editoriale.
La prima tappa è in Kenya, unica per i suoi paesaggi, con i  56 i parchi e le riserve naturali del paese che offrono rifugio a creature antiche e a rischio di estinzione. Il Paese è famoso per essere il luogo che ospita i Big Five: rinoceronti, elefanti, bufali, leoni e leopardi, ma anche specie più note che plasmano il nostro immaginario africano, come giraffe e zebre. La bellezza di un territorio così ricco si mescola tuttavia alla crudezza della povertà. In Kenya, più del 15% della popolazione vive con meno di 2 dollari al giorno. La puntata è una vera immersione nella missione, in situazioni al limite, a contatto con i bambini e giovani di strada, mostrando - grazie a Missioni don Bosco - come, con un processo lungo e paziente, si può accedere al "punto accessibile al bene" di ogni giovane per salvarlo e dargli un futuro. Proprio come don Bosco viveva e voleva che facessero i Salesiani nel Mondo. Il viaggio ha come fulcro Nairobi, la capitale, che è la più grande città dell'Africa orientale. Compagna di viaggio è la testimonial Fiona May, che dal 2019 affianca l'ente salesiano e si reca volentieri in missione per vedere con i suoi occhi la crescita dei progetti, la messa in opera della solidarietà di tanti italiani di buona volontà - ha appena visitato le missioni salesiane presenti nelle periferie della capitale del Paese dell'Africa orientale.
La seconda tappa è in Turchia, crocevia tra Oriente e Occidente, simbolicamente rappresentata dallo stretto del Bosforo che divide l’Europa con l'Asia. Il fulcro della puntata è Istanbul, una città moderna con un’identità unica: il suo passato coesiste insieme alla sua esuberanza giovanile. La Turchia viene definita la Terra santa della Chiesa per i numerosi e importanti concili che vi si sono svolti, per la presenza dei padri della chiesa e le origini di san Paolo apostolo e la permanenza a Efeso - secondo la tradizione - di Maria, la madre di Gesù, e l'apostolo Giovanni. Come raccontano gli Atti degli Apostoli il Vangelo che Gesù aveva annunciato in Terra di Israele arriva grazie a giudeo cristiani provenienti da Gerusalemme nell’attuale Turchia. La puntata porta i telespettatori a visitare anche Efeso e Smirne, in un viaggio nella cultura e nella storia della Turchia, realtà interreligiosa e multietnica in cui lasciarsi incantare dalla bellezza straordinaria di una città senza tempo e allo stesso tempo moderna e unica, come Istanbul. Un viaggio con tante sorprese, perché da questo fulcro unico, con i suoi tesori immensi.
La terza tappa è in un luogo unico al Mondo: la Basilica di san Pietro in Vaticano, meta ogni anno di milioni di visitatori e pellegrini. Il programma riporta i telespettatori indietro nel tempo di oltre duemila anni per raccontare il martirio dell’Apostolo san Pietro ripercorrendo tutta la sua storia, ma anche quella della costruzione attuale di Piazza San Pietro e della Basilica, per le quali sono stati necessari 22 papi e tantissimi architetti, tra cui grandi maestri come Bramante, Raffaello, Michelangelo e Bernini. Si va alla scoperta della doppia valenza della Basilica, come capolavoro di arte ma soprattutto luogo di fede e di preghiera. Solo per i viaggi del cuore sono stati resi accessibili luoghi che pochi possono visitare, ovvero solo Capi di Stato o ricercatori con permessi speciali, visionando documenti unici, che portano la firma dei grandi maestri che hanno reso San Pietro ciò che oggi contempliamo. Tante eccellenti guide e sorprese, insieme al Cardinale S.Em. Mauro Gambetti vicario generale per la Città del Vaticano e Presidente della Fabbrica di San Pietro, e a studiosi ed esperti, come il dottor Zander e la dottoressa Turriziani.
Le tappe italiane seguono la vita di un santo, approfondendone l'attualità.
La quarta puntata ad Assisi fa ripercorrere la storia di san Francesco d'Assisi in modo inedito, seguendone i passi e ascoltando testimonianze di vita, immergendosi nella bellezza di una città che attira a sé tutto il Mondo e persone di ogni età, cultura e religione. Tra i tanti ospiti, una speciale guida sarà Fra Giulio Cesareo, Direttore Ufficio Comunicazione Sacro Convento di San Francesco. Assisi si contempla nella sua interezza, toccando tanti luoghi ticchi di storia e arte, con un ingresso speciale ed unico, permesso solo alla troupe del programma e ai suoi telespettatori, legato al luogo in cui san Francesco ha composto il Cantino delle creature e al suo testo nella forma più antica ed originale. Una sorpresa che anche in questa puntata è accessibile – come per altri luoghi in questa e nelle altre puntate – si è ottenuto un permesso speciale per i telespettatori di Canale 5. La storia di San Francesco permette di approfondire i temi della custodia del creato, del dialogo ecumenico ed interreligioso, approfondendo il messaggio delle encicliche Fratelli tutti e Laudato si' di Papa Francesco.
Anche a Padova si vive un viaggio che dà la sensazione di scoprire questa città per la prima volta, iniziando da tesori che non tutti conoscono. Continuando a seguire la storia francescana, partendo dalla Basilica di Sant'Antonio di Padova, la puntata racconta in modo inedito la storia del Santo, ma va anche alla scoperta di luoghi unici come Prato della Valle, una delle piazze più grandi d’Europa, la Cappella degli Scrovegni, il massimo capolavoro ad affresco dell'artista Giotto, che testimonia la profonda rivoluzione che il pittore toscano portò nell'arte occidentale; l’Orto Botanico di Padova, il più antico orto scientifico universitario del mondo ad aver mantenuto la sede originaria, con una grande spazio nuovo, dove trovano spazio oltre 6.000 esemplari, con 3.500 specie botaniche. Altro gioiello è il Palazzo della Ragione di Padova, l’antica sede dei tribunali cittadini, e il Duomo di Padova dedicato a Santa Maria Assunta, costruito dove sorgeva un'antica cattedrale paleocristiana, con un Battistero annesso che custodisce un ciclo pittorico rappresentante il Paradiso. Il viaggio a Padova racconta anche la storia di Padre Placido Cortese che durante il periodo nazifascista, ha lottato per organizzare la fuga di centinaia di persone, tra ebrei, perseguitati e militari alleati. Un frate martire, a cui è stato attribuito il titolo di Venerabile. La storia di Sant'Antonio permette di approfondire il tema dell'usura e la valenza sociale del Santo.
La puntata a Nettuno, poco lontano da Roma, racconta le vicende Santa Maria Goretti, una storia è di estrema attualità perché vicina ai giorni nostri e perché i dati odierni su temi quali femminicidio, abusi su minori e violenze, sono di estrema attualità. La puntata approfondisce il tema delle beatitudini, essendo Maria Goretti la santa della purezza, ma anche il tema del perdono, da lei donato in punto di morte ad Alessandro Serenelli, dopo una lunga agonia, avendo ricevuto quattordici pugnalate per un tentato stupro. Il corpo della Santa riposa nella cappella a lei dedicata, nel santuario della Madonna delle Grazie a Nettuno, meta di innumerevoli pellegrinaggi da tutto il mondo cattolico. Santa Maria Goretti, insieme a San Luigi Gonzaga, è anche patrona della gioventù.
Nella penultima puntata dell'edizione, nel finale, è stata annunciata una puntata speciale con la presenza di Papa Francesco andando a Casa Santa Marta in Vaticano riservando una sorpresa per i telespettatori.
In ogni puntata c'è la presenza di Missioni don Bosco, la fondatrice di Nuovi Orizzonti Chiara Amirante, il direttore don Stefano Stimamiglio di Famiglia Cristiana e scrittori di Edizioni San Paolo per approfondimenti di attualità.
La squadra vede come autori Davide Banzato (nel ruolo anche di conduttore), Maria Amata Calò, Martina Polimeni; Registi Matteo Ricca e Fabrizio Lopresti; Direttore della Fotografia Claudio Falanga.

### Quindicesima edizione (primavera-estate 2023)
In occasione dell'anniversario delle apparizioni della Madonna di Fatima il programma dedica la prima puntata a Fatima domenica 14 maggio 2023. Le prime due puntate saranno in Portogallo con don Savino Lombardi, guida de l'Opera Romana Pellegrinaggi. La seconda puntata porterà i telespettatori a Lisbona e Coimbra per ripercorrere le origini della storia di sant'Antonio di Padova e si visiterà anche Tomar, con uno dei luoghi più affascinanti al mondo, ovvero il Convento dei Cavalieri Templari, Patrimonio dell'UNESCO. La terza puntata sarà realizzata in collaborazione con la Regione Autonoma della Sardegna regione nota per la sua bellezza paesaggistica, che svelerà alcuni dei suoi Santi più venerati: Sant'Efisio, Santa Barbara e San Salvatore da Horta. Nella zona di Cagliari un'altra tappa affascinante sarà Nora, che è anche uno dei siti archeologici più noti e importanti della Sardegna. A Iglesias, nel cuore della montagna, entreremo nella grotta di Santa Barbara, capolavoro della natura. I viaggi del cuore proseguiranno poi a Lourdes con i 3.500 militari italiani guidati da Mons. Santo Marcianò, arcivescovo ordinario militare per l'Italia, per la 63ª edizione del Pellegrinaggio militare internazionale. La quinta puntata sarà realizzata in collaborazione con l'Agenzia di Promozione Territoriale della Basilicata e porterà i telespettatori a scoprire una regione ricca di storia, arte e spiritualità. Altri viaggi saranno alla scoperta della Cappadocia in Turchia e di altre mete italiane e all'estero. Il tutto sempre con la presenza di Missioni don Bosco, la fondatrice di Nuovi Orizzonti, Chiara Amirante e i giornalisti e scrittori di Famiglia Cristiana e di Edizioni San Paolo per approfondimenti di attualità. Tra gli ospiti dell'edizione l’attrice e conduttrice Maria Grazia Cucinotta; Mattia Mascher, esperto di educazione ambientale e cooperativa; Luca Crippa e Enrico Impalà; l’esperta di America Latina, la scrittrice e giornalista Lucia Capuzzi; Paola Marenco - fondatrice e vicepresidente del comitato "Amici di Takashi e Midori Nagai" - per trattere il tema del medico e scienziato giapponese Takashi Paolo Nagai, sopravvissuto al disastro atomico di Nagasaki del 1945; Mattia Mascher, esperto di educazione ambientale e cooperativa, per il tema crisi climatica globale; Paola Polidoro e lo psichiatra e psicoterapeuta Tonino Cantelmi, sul tema affettività al tempo dei social ispirandosi a Roland Barthes; gli artisti Davide Peron e Eleonora Fontana; il giornalista Alberto Chiara, caporedattore per Famiglia Cristiana; la docente e filosofa Cettina Militello per il tema sinodalità nella chiesa e a tanti altri.

### Sedicesima edizione (autunno-inverno 2023)
La XVI edizione è iniziata domenica 05 novembre 2023 partendo dalla Cappadocia in Turchia, poi verso Medjugorje, la Polonia con due puntate, una a Częstochowa e una a Cracovia, uno speciale in missione in Etiopia, altre puntate in Italia sui santuari in Campania, a Viterbo Città dei Papi durante la festa di santa Rosa e nella Valle d'Aosta. Sono inoltre previsti interventi con la fondatrice dell’Associazione internazionale Nuovi Orizzonti Chiara Amirante, il direttore di Famiglia Cristiana don Stefano Stimamiglio e gli autori di Edizioni San Paolo. La regia conferma Matteo Ricca condivisa con Fulvio Bonucci.

### Diciassettesima edizione (primavera-estate 2024)
La XVII edizione è iniziata domenica 12 maggio 2024 partendo dalla Sicilia a Trapani alla scoperta delle meraviglie e della storia della devozione spirituale di una terra ricca di storia, arte, cultura e paesaggi naturalistici, immergendosi nei riti della Settimana Santa e della celebrazione degli antichi Misteri, visitando la città delle 100 chiese, delle saline e della lavorazione del corallo rosso. Uno spazio speciale sarà dedicato alla devozione della Madonna di Trapani che si è diffusa in Africa, Francia, Spagna, Malta, Stati Uniti e in diverse parti del Mondo. Un altro viaggio ha portato i telespettatori alla scoperta della bellezza del creato e all’attualità dell’enciclica Laudato di’ di Papa Francesco visitando il Cilento in Campania, ripercorrendo la storia e il Cammino di San Nilo. Due viaggi all’estero hanno scelto come mete la devozione in Francia a Lourdes durante il 64° Pellegrinaggio Militare internazionale e la Spagna partendo dalla capitale Murcia scoprendo la sua imponente cattedrale, la patrona della città - la vergine della Fuensanta -  e percorrendo insieme a un gruppo di pellegrini l’ultimo tratto di un cammino lungo circa 130 chilometri, il Cammino del Levante, collegato a quello di Santiago, per raggiungere Caravaca de la Cruz e il Santuario della Vera Croce. Nella puntata si scoprono i tanti e diversi riti caratteristici di questa regione, come la Festa dei cavalli del vino e i riti della Settimana Santa nella città di Lorca. Altre tappe sono la città di Cartagena - con testimonianze del suo passato romano - e il Santuario di Calasparra che custodisce la statua della Vergine della Speranza. Altri viaggi hanno come mete Assisi, Padova, Lisbona, San Giovanni Rotondo, Pietrelcina e Paola, essendo dedicati alle figure di san Francesco d’Assisi, sant’Antonio di Padova, san Pio da Pietrelcina e san Francesco da Paola e a regioni ricche di storia e cultura come il l'Umbria, il Veneto, la Campania, la Puglia e la Calabria. Sono presenti interventi di esperti e guide turistiche ed escursionistiche, la fondatrice dell’Associazione internazionale Nuovi Orizzonti Chiara Amirante, il direttore di Famiglia Cristiana don Stefano Stimamiglio e gli autori di Edizioni San Paolo. La regia della prima puntata è di Matteo Ricca e le altre puntate hanno come regista  Fulvio Bonucci.

### Diciottesima edizione (autunno-inverno 2024)
La XVIII edizione è iniziata domenica 16 novembre 2024 partendo da Palermo per partecipare al Festino di Santa Rosalia e scoprire la forte devozione a una delle Sante più amate della Sicilia. Il viaggio é continuato alla scoperta delle meraviglie e della storia dell’Irlanda con due puntate, una dedicata a San Patrizio e una a Santa Brigida d'Irlanda tra siti archeologici, meraviglie naturalistiche, monasteri e abbazie immersi in paesaggi sconfinati. I viaggi del cuore hanno proseguito verso l’isola di Malta e conoscere la sua grande tradizione spirituale, espressa anche attraverso tante feste dedicate a Maria, la storia di san Paolo e di Caravaggio. Una tappa all'insegna del Giubileo e dell'arte ha percorso il cammino lungo l’antica Via Carolingia nel suo tratto mantovano, tra le bellezze storico-artistiche della Provincia di Mantova. Due viaggi hanno portato i telespettatori in Turchia alla scoperta della storia di Istanbul e alla storia dei Concili e lettere dell'Apocalisse. Il 25 dicembre è andata in onda una puntata Speciale di Natale ad Asiago immersa tra i paesaggi incantati di Asiago, una perla nell’Altopiano dei Sette Comuni, tra la memoria della guerra con Mario Rigoni Stern, il tema del Natale e la profondità di storia, tradizioni e fede. Presenti approfondimenti di attualità e rubriche specifiche con guide turistiche, esperti, la fondatrice dell’Associazione internazionale Nuovi Orizzonti Chiara Amirante, il direttore di Famiglia Cristiana don Stefano Stimamiglio e gli autori di Edizioni San Paolo. La regia della prima puntata è di Matteo Ricca e le altre puntate hanno come regista  Fulvio Bonucci

### Diciannovesima edizione (primavera-estate 2025)
La XIX edizione del programma è iniziata sabato 17 maggio in Sicilia, regione protagonista di ben quattro puntate speciali. La prima tappa è stata a Catania, per una puntata promossa dalla Fondazione Federico II, impegnata in progetti che promuovono la cultura, la legalità e l’inclusione sociale. La puntata avrà uno sguardo particolare alla devozione verso Sant'Agata e alla bellezza del territorio, con l’imponente Etna a fare da cornice. Poi, nell’ambito dell’iniziativa Discovering Rural Sicily che vede protagonisti sette Gruppi di azione locale (Gal) che hanno messo insieme le loro tradizioni, culture, bellezze artistiche e architettoniche per creare percorsi tanto insoliti quanto coinvolgenti (Ente capofila del progetto è il Gal Valle del Belice, gli altri sono Gal Etna Sud, Gal Terra Barocca, Gal Terre di Aci, Gal Terre del Nisseno, Gal Valli del Golfo, Gal Taormina Peloritani, Terre dei Miti e della Bellezza) verranno raccontate le anime autentiche di vari territori siciliani, ricchi di identità e vocati alla sostenibilità. Le puntate toccheranno la Sicilia occidentale – con luoghi come il Cretto di Burri, Caltabellotta, Santa Croce Camerina, le Cave di Ispica, Sutera, Caltanissetta, Mussomeli e Gela – e la Sicilia orientale, con un itinerario mozzafiato attraverso Modica, Ragusa, Scicli, Santa Maria la Scala, Santa Venera al Pozzo, la Madonna di Valverde, Monte Ceraulo, la Madonna della Sciara, Santa Teresa di Riva e Roccalumera. A seguire, un altro viaggio emozionante ci porterà tra Taormina e Messina, tra mare e monti, bellezza e spiritualità, con tante sorprese. Una puntata è stata dedicata in Trentino ai luoghi, alla storia e alle tradizioni della Val di Fassa.
Tra le novità della stagione un viaggio nella Repubblica di San Marino, alla scoperta delle sue peculiarità storiche e spirituali, e due puntate in Tunisia, per raccontare la bellezza e la ricchezza di questo Paese, iniziando dalla capitale Tunisi, sulle orme di sant'Agostino d'Ippona e proseguendo sull'isola di Djerba. Le ultime tre puntate sono tornate in onda la domenica mattina. Come sempre, la trasmissione ha ospitato anche alcuni tra gli autori più significativi del panorama editoriale italiano, in collaborazione con Edizioni San Paolo, Famiglia Cristiana per approfondimenti di attualità e Missioni don Bosco.
Conduttore don Davide Banzato (nel ruolo anche di coautore); autrice Martina Polimeni; per la prima volta alla regia  Alberto Magnani e Andrea Pecci

## Speciali

### Speciale i viaggi del cuore con Papa Francesconel decennale di pontificato (18 e 19 febbraio 2023)

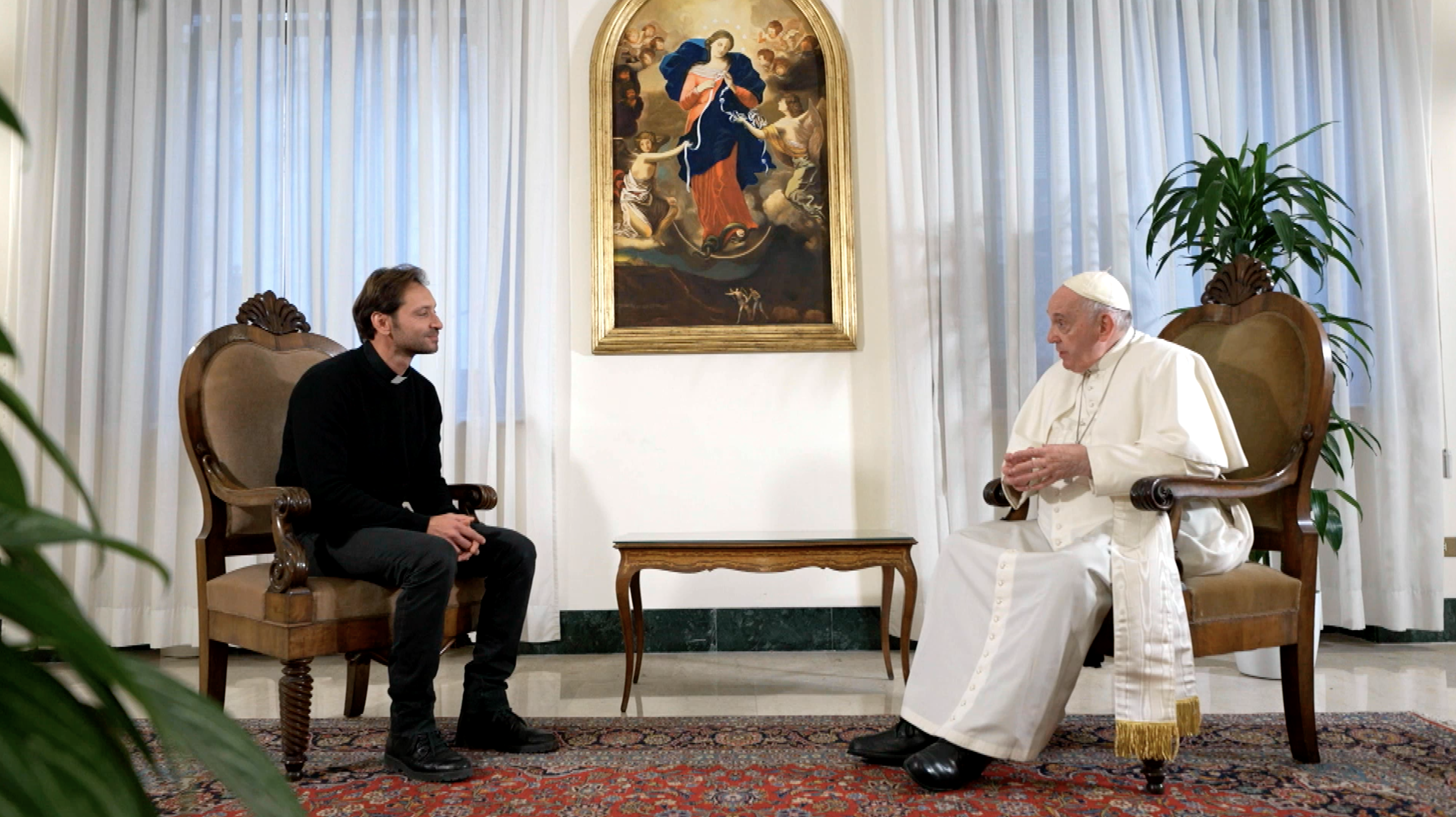
Davide Banzato e Papa Francesco nella puntata speciale "i viaggi del cuore con Papa Francesco"

Una prima visione sabato 18 febbraio 2023 su Canale 5 e in replica domenica 19 febbraio in onda la puntata Speciale i viaggi del cuore con Papa Francesco ripercorrendo i dieci anni di pontificato partendo dall’ultimo giorno di pontificato di Papa Benedetto XVI, con un’intervista inedita ed esclusiva realizzata da Davide Banzato al Papa a Casa Santa Marta, vivendo un denso e profondo dialogo nato in modo spontaneo e inaspettato, dal quale è nato un libro scritto da don Davide e il Papa dal titolo Cerca il tuo orizzonte. Rialzarsi e ripartire oggi (edizioni Piemme). Nello speciale, oltre a interventi di persone di varie parti del Mondo, tra gli ospiti monsignor Armando Matteo (segretario per la sezione dottrinale del Dicastero per la dottrina della fede), Fabio Marchese Ragona (vaticanista), Lucia Capuzzi (esperta di America Latina e della storia del pontefice), don Ángel Fernández Artime (rettore maggiore dei salesiani), don Stefano Stimamiglio (direttore di Famiglia Cristiana). Le parole del Santo Padre hanno toccato diversi temi di attualità riportate nei siti del Vaticano come Magistero della Chiesa cattolica ordinario del pontefice.
Questo speciale de I viaggi del cuore ha come autori Davide Banzato (nel ruolo anche di conduttore) Maria Amata Calò (autrice e curatrice dell’intera puntata) e Martina Polimeni; registi della puntata: Matteo Ricca e Fabrizio Lopresti; direttore della fotografia: Claudio Falanga.

## Premi e riconoscimenti
- Il 28 ottobre 2017 il programma ha ricevuto il Premio Internazionale Padre Pio da Pietrelcina[77][78].
- L'11 novembre 2017 il programma ha ricevuto una menzione speciale al Premio nazionale di cultura Altipiani di Arcinazzo.
- L'8 febbraio 2024 l'Ufficio Nazionale Israeliano per il Turismo ha assegnato alla trasmissione il premio nella categoria Spiritualità relativamente ai servizi prodotti per il racconto di Gerusalemme e della Terra Santa[79].
- Il 21 giugno 2024 il premio Moige è stato conferito a Roma nell'aula dei gruppi parlamentari della camera dei Deputati [80][81].
- Il 15 marzo 2025 è stato assegnato a Davide Banzato il premio giornalistico Premio Buone Notizie dell’edizione speciale In Giubileo come conduttore de I Viaggi del Cuore, format televisivo che porta sullo schermo testimonianze di fede e solidarietà. Il premio è stato assegnato anche al direttore dell’Ufficio Comunicazioni Sociali della CEI Vincenzo Corrado e alla giornalista Lorena Bianchetti[82][83].

## Crediti

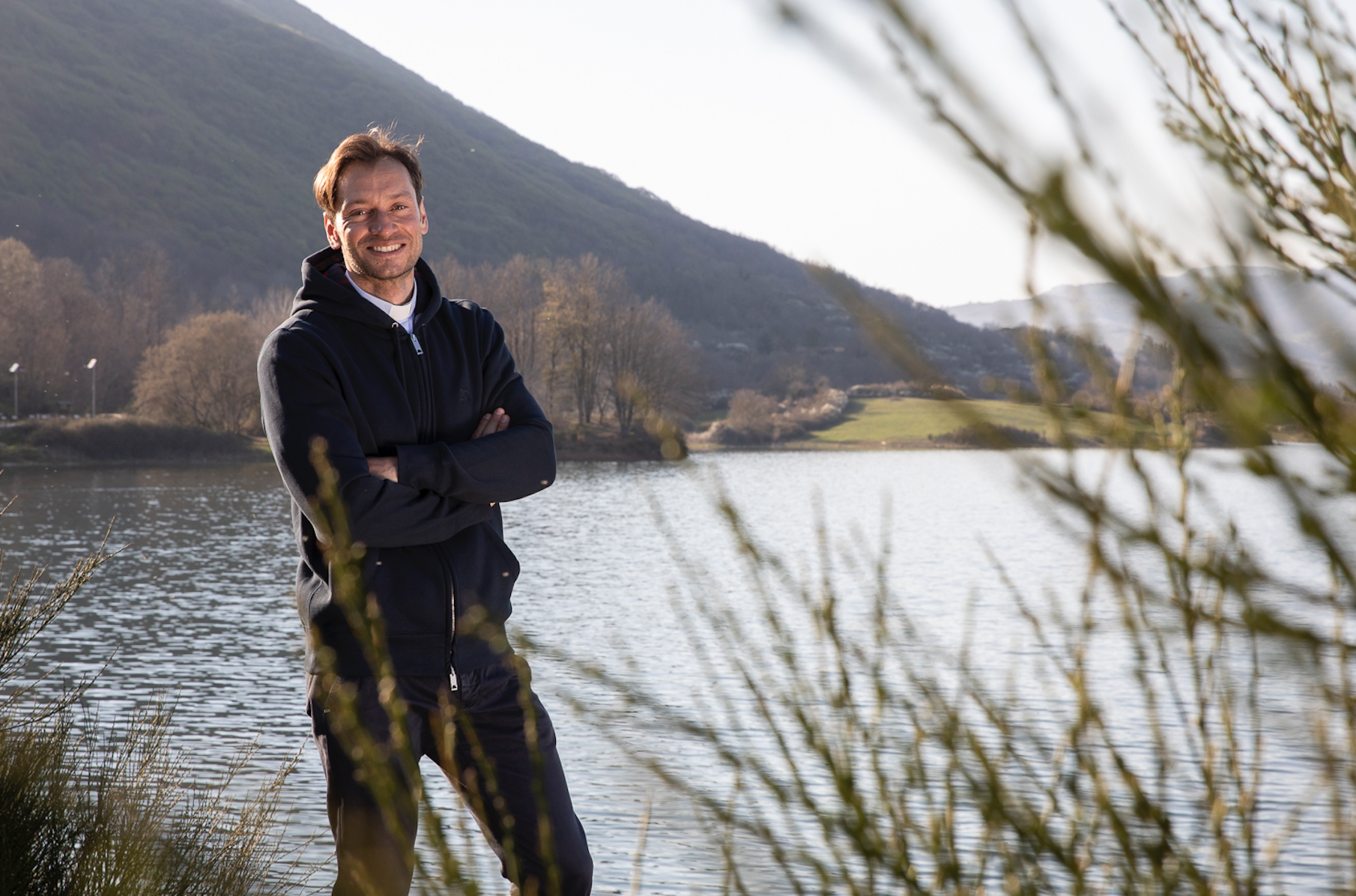
Davide Banzato, conduttore del programma.

Il programma è ideato e realizzato da ME Production e RTI. Il programma è scritto da Elio Angelo Bonsignore, Davide Banzato, Guido Clericetti (nel 2016), Antonio Sellitto (fino al 2021), Martina Polimeni (dal 2019) e Maria Amata Calò (nel 2022 e nel 2023). La regia è di Matteo Ricca dal 2016 al 2018 e di nuovo dal 2020 e dal 2022 condivisa con Fabrizio Lopresti; è stata curata da Luca De Pierro dal 2019 al 2020 e nella decima edizione del 2021; nel 2023 alla regia di Matteo Ricca si aggiunge come direttore della fotografia e regista Fulvio Bonucci; nel 2025 alla regia Alberto Magnani e Andrea Pecci. Il montaggio è a cura di Stefano Pappacoda. Direttori della fotografia nelle varie edizioni sono stati Roberto Lucarelli, Marco Lucarelli, Luca Silvagni, Claudio Falanga. Il programma per Mediaset è a cura di Maria Consuelo Bonifati. Il programma ha  il patrocinio della Santa Sede dal 2016 al 2022 dal Pontificio consiglio per la promozione della nuova evangelizzazione e dal 2022 dal Dicastero per l'evangelizzazione.